# Trachycosmus sculptilis
Trachycosmus sculptilis là một loài nhện trong họ Trochanteriidae. Loài này phân bố ở Australië.